# Heinrich Emil Adametz
Heinrich Emil Adametz (* 23. November 1884 in Heiligenhaus; † 1971 oder 1972 in Berlin) war ein während der Zeit des Nationalsozialismus verfolgter deutscher Maler.

## Leben und Werk
Nach Ausbildung zum Schiffsbauingenieur und einer Lehre als Dekorationsmaler studierte Adametz von 1904 bis 1906 bei Adolf Hölzel und Leopold von Kalckreuth an der Königlichen Akademie der bildenden Künste in Stuttgart. Danach zog er nach Berlin und arbeitete als freischaffender Maler. Adametz war vom Expressionismus beeinflusst und sah sich zeitweilig auf der Linie von Oskar Kokoschka. Er hatte eine Vorliebe für Motive rund ums Wasser, wie Boote, Badende oder die Havelschiffer, weshalb er mitunter auch vereinfacht als „Marinemaler“ bezeichnet wird.
Adametz war vor allem in den 1920er Jahren erfolgreich. Er war Mitglied des Reichsverbands bildender Künstler Deutschlands. U.a. hatte er Ausstellungen in Sydney und Buenos Aires. Kurz vor Ende des Zweiten Weltkrieges wurde nahezu sein gesamtes Werk in Berlin bei einem der alliierten Luftangriffe zerstört.
Am 7. August 1914 heiratet Adametz in Charlottenburg Johanna Michaelis (geboren am 24. Juli 1887 in Berlin), die Tochter des in Charlottenburg wohnenden jüdischen Maklers Michel (Moritz) Michaelis (geboren um 1845 in Schneidemühl; gestorben am 24. Januar 1908 in Charlottenburg) und dessen Ehefrau Hulda Michaelis, geborene Rosenbaum.
Nach der Machtergreifung 1933 erhielt Adametz wegen „jüdischer Versippung“ Berufsverbot. Er hätte eine Hochschulkarriere machen können, wenn er sich von seiner Frau losgesagt hätte, hielt aber zu ihr. 1943 wurde sie im Zuge der „Fabrikaktion“ verhaftet und mit anderen jüdischen Frauen und Männern ins jüdische Gemeindehaus in der Rosenstraße gebracht. Sie kam nach dem legendären Rosenstraßen-Protest nichtjüdischer Ehepartner und Angehöriger frei. Um einer erneuten Verhaftung zu entgehen, verließ Adametz mit seiner Frau die Berliner Wohnung, und sie verstecken sich in dem kleinen Dorf Zesch südlich Berlins. Nachdem sie dort verraten worden waren, sahen sie sich gezwungen, wieder nach Berlin zu gehen. Sie kamen in wechselnden Quartieren unter, bis Adametz 1944 verhaftet und in ein Konzentrationslager gebracht wurde. Auf dem Todesmarsch nach Räumung des Lagers konnte er einem Massaker der SS entkommen, indem er in eine Fäkaliengrube sprang. Es fanden sich keine verifizierten Informationen über die genauen Umstände dieser Ereignisse.
Nach der Befreiung lebte Adametz in Berlin und arbeitete als freischaffender Künstler. Die schrecklichen Erlebnisse hatte ihn einschneidend verändert. Horst Besener, der spätere Freund von Adametz, berichtete: „Kein Wunder, dass sich Adametz nach dem Krieg mehr und mehr von den Menschen abwandte. Die Erlebnisse hatten den damals bereits 60-Jährigen gebrochen, er suchte Harmonie im privaten Bereich, abseits der bürgerlichen Moral.“ Er lebte in seinem Wilmersdorfer Atelier in der Offenbacher Straße 6 in einer gut funktionierenden Wohngemeinschaft mit seiner Frau und seiner „Muse“ Gertrud, der Witwe des befreundeten Malers Hans Richter, die das Paar 1947 aufgenommen hatte.
Auch Adametz’ Frau erholte sich nicht mehr von der Verfolgung unter den Nationalsozialisten und der schweren Zwangsarbeit: „Sie war so schreckhaft, dass sie sich kaum auf den Balkon traute“.
Gertrud Richter starb kurz nach Adametz, seine Frau Johanna 1974.

## Buchillustrationen
- Carl Busley, Heinrich Winter: Das Hanseschiff um 1490. Loef, Burg 1957 (Reihe Loefs Schiffsmodell-Baupläne)
- St. Maria. Schiff des Christof Columbus von 1492. Loef, Burg 1958 (Reihe Loefs Schiffsmodell-Baubriefe)
- Heinrich Winter: Die Kolumbusschiffe von 1492 (mit 6 Plänen mit Rissen und Detailzeichnungen der „Santa Maria“). Delius Klasing Verlag, Bielefeld 1968

## Ausstellungen
- 1961: Berlin, Rathaus Wilmersdorf